# MLB All-Star Game 1974
MLB All-Star Game 1974 – 45. Mecz Gwiazd ligi MLB, który odbył się 23 lipca 1974 roku na Three Rivers Stadium w Pittsburghu. Mecz zakończył się zwycięstwem National League All-Stars 7–2. Spotkanie obejrzało 50 706 widzów. Najbardziej wartościowym zawodnikiem został wybrany pierwszobazowy Steve Garvey z Los Angeles Dodgers, który zaliczył dwa uderzenia (w tym double'a), RBI i zdobył runa.

## Wyjściowe składy
| American League | American League | American League | American League | National League | National League  | National League | National League |
| #               | Zawodnik        | Klub            | Pozycja         | #               | Zawodnik         | Klub            | Pozycja         |
| --------------- | --------------- | --------------- | --------------- | --------------- | ---------------- | --------------- | --------------- |
| 1               | Rod Carew       | Twins           | 2B              | 1               | Pete Rose        | Reds            | LF              |
| 2               | Bert Campaneris | Athletics       | SS              | 2               | Joe Morgan       | Reds            | 2B              |
| 3               | Reggie Jackson  | Athletics       | RF              | 3               | Hank Aaron       | Braves          | RF              |
| 4               | Dick Allen      | White Sox       | 1B              | 4               | Johnny Bench     | Reds            | C               |
| 5               | Bobby Murcer    | Yankees         | CF              | 5               | Jimmy Wynn       | Dodgers         | CF              |
| 6               | Jeff Burroughs  | Rangers         | LF              | 6               | Steve Garvey     | Dodgers         | 1B              |
| 7               | Brooks Robinson | Orioles         | 3B              | 7               | Ron Cey          | Dodgers         | 3B              |
| 8               | Thurman Munson  | Yankees         | C               | 8               | Larry Bowa       | Phillies        | SS              |
| 9               | Gaylord Perry   | Indians         | P               | 9               | Andy Messersmith | Dodgers         | P               |

| American League                                                          | 0 | 0 | 2 | 0 | 0 | 0 | 0 | 0 | 0 | 2 | 4  | 1 |
| National League                                                          | 0 | 1 | 0 | 2 | 1 | 0 | 1 | 2 | X | 7 | 10 | 1 |
| WP: Ken Brett (1–0) LP: Luis Tiant (0–1) Home runy: NL: Reggie Smith (1) |   |   |   |   |   |   |   |   |   |   |    |   |

## Składy
| Miotacze - Ken Brett (1) - Buzz Capra (1) - Steve Carlton (5) - Mike Marshall (1) - Jon Matlack (1) - Lynn McGlothen (1) - Andy Messersmith (2) - Steve Rogers (1) Łapacze - Johnny Bench (7) - Jerry Grote (2) - Ted Simmons (3) |  | Wewnątrzpolowi - Larry Bowa (1) - Dave Cash (1) - Ron Cey (1) - Steve Garvey (1) - Don Kessinger (6) - Joe Morgan (5) - Tony Pérez (5) - Mike Schmidt (1) - Chris Speier (3) Zapolowi - Hank Aaron (24) - Lou Brock (4) - César Cedeño (3) - Ralph Garr (1) - Johnny Grubb (1) - Pete Rose (8) - Reggie Smith (3) - Jimmy Wynn (2) |  | Menadżer - Yogi Berra Trenerzy - Sparky Anderson - Red Schoendienst |

| Miotacze - Steve Busby (1) - Mike Cuellar (4) - Rollie Fingers (2) - John Hiller (1) - Catfish Hunter (6) - Gaylord Perry (4) - Luis Tiant (2) - Wilbur Wood (4) Łapacze - Carlton Fisk (3) - Ed Herrmann (1) - Thurman Munson (3) - Darrell Porter (1) - Jim Sundberg (1) |  | Wewnątrzpolowi - Dick Allen (7) - Sal Bando (4) - Bert Campaneris (4) - Rod Carew (8) - Dave Chalk (1) - Bobby Grich (2) - John Mayberry (2) - Don Money (1) - Brooks Robinson (18) - Cookie Rojas (3) Zapolowi - Jeff Burroughs (1) - George Hendrick (1) - Reggie Jackson (5) - Al Kaline (18) - Bobby Murcer (4) - Frank Robinson (14) - Joe Rudi (2) |  | Menadżer - Dick Williams Trenerzy - Whitey Herzog - Jack McKeon - Earl Weaver |

- W nawiasie podano liczbę powołań do All-Star Game.